# الجمعية الكيميائية الأردنية
الجمعية الكيميائية الأردنية وهي جمعية علمية ثقافية تأسست سنة 1974 تحت اسم رابطة خريجي الكيمياء وتحولت إلى مسمى الجمعية الكيميائية الأردنية عام 1976. تعد الجمعية عضوا فعالا في اتحاد الكيميائيين العرب واتحاد الجمعيات الكيميائية الآسيوية وفي الاتحاد الدولي للكيمياء البحتة والتطبيقية (IUPAC).